# Celsiana
La celsiana es un mineral de la clase de los minerales silicatos, y dentro de estos es un tectosilicato del llamado “grupo del feldespato”. Fue descubierta en el municipio de Filipstad, en la provincia de Värmland (Suecia), siendo nombrada en 1895 en honor del naturalista y astrónomo sueco Anders Celsius.

## Características químicas
Es un aluminosilicato de bario, que cristaliza en el sistema cristalino monoclínico. Es dimorfo con la paracelsiana, de igual fórmula química pero que cristaliza en otro sistema. Forma dos series de solución sólida, una de ellas con la ortoclasa (KAlSi3O8), en la que la sustitución gradual del bario por potasio va dando los distintos minerales de la serie; una segunda serie, cuestionada, es la que forma con la hialofana ((K,Ba)[Al(Si,Al)Si2O8]).
Además de los elementos de su fórmula, suele llevar como impurezas: hierro, magnesio, calcio, sodio, potasio y flúor.

## Formación y yacimientos
Aparece en rocas del tipo anfibolitas, de metamorfismo regional o de contacto, ricas en manganeso y bario, algunas de las cuales probablemente sean exhalativos submarinos.
Suele encontrarse asociado a otros minerales como: egirina con manganeso, biotita con manganeso, paracelsiana, jacobsita, hausmannita, rodocrosita, rodonita, rutilo, hialofana, barita, cymrita, taramellita, cuarzo, zoisita, espesartina, dolomita o moscovita.